# Щемелёв, Леонид Дмитриевич
Леони́д Дми́триевич Щемелёв (бел. Леанід Дзмітрыевіч Шчамялёў; 5 февраля 1923, Витебск — 14 января 2021, Минск) — народный художник Белорусской ССР (1983), Заслуженный деятель искусств Белорусской ССР (1977), лауреат государственной премии Белорусской ССР (1982).
В Минске в 2003 была открыта муниципальная (государственная) Городская художественная галерея произведений Леонида Щемелёва, основу составили произведения, подаренные городу художником. До 2013 года включительно галереей руководила искусствовед Татьяна Бембель.

## Биографические данные
Родился 5 февраля 1923 года в Витебске. Был мобилизован в РККА в самом начале Великой Отечественной войны, в возрасте 18 лет, участвовал в боях за освобождение от немецко-фашистских захватчиков, форсировал реку Припять. В октябре 1943 года был тяжело ранен в бою под Мозырем. Победу встретил в казачьем корпусе на юге Украины.
Постигать искусство Щемелёв начал в родном Витебске, но профессионально притронулся к кисти только после фронта. За плечами живописца уже была битва на Курской дуге и ранение.
Ученик выдающегося пейзажиста Виталия Константиновича Цвирко, Л. Д. Щемелёв являет собой следующее после живописцев классического толка — выпускников академий в Москве и Ленинграде — поколение художников.
Поколение, еще воспринявшее наследие большого канона от его непосредственных носителей, но и оставившее этот канон ради поисков собственного стиля и собственного изобразительного языка. Время перемен, среди которых и так называемая хрущёвская «оттепель» — это молодость Л. Щемелёва, определяющий период в его творчестве.
- Минское художественное училище (1952).
- Белорусский театрально-художественный институт (1959), ныне Белорусская государственная академия искусств).
- Член СХ БССР (1964; ныне Белорусский союз художников).
- Преподаватель в Минском художественном училище (1959—1966).
- Преподаватель в Республиканской школе-интернате по музыке и изобразительному искусству им. Ахремчика И. О. (1968—1974).
- Преподаватель на архитектурном факультете Белорусского политехнического института (1975—1977, ныне Белорусский национальный технический университет).
- Первый секретарь Правления СХ БССР (1977—1982).
- Председатель Правления Художественного фонда БССР (1982—1986?).
- Член Правления СХ СССР (1983—1987).
- Член Правления Белорусского союза художников (1992—2002).
- Председатель Правления Белорусского союза художников (2002—2005).

Умер 14 января 2021 года в Минске. Похоронен на Восточном кладбище Минска.

## Персональные выставки
- 1963 — отчётная выставка (Минск).
- 1965 — отчётная выставка (Минск).
- 1974 — персональная, приуроченная к 50-летию (Минск, Республиканская художественная галерея «Дворец Искусств»; издан каталог).
- 1979 — персональная «По Вьетнаму» (Минск, Республиканская художественная галерея «Дворец Искусств»).
- 1982 — персональная, приуроченная к 60-летию (Москва, Центральный дом художника; издан каталог).
- 1983 — персональная, приуроченная к 60-летию (Минск, Республиканская художественная галерея «Дворец Искусств»).
- 1987 — персональная (Минск, Республиканская художественная галерея «Дворец Искусств»).
- 1988 — персональная (Минск, Республиканская художественная галерея «Дворец Искусств»).
- 1989 — персональная (Гродно).
- 1990 — персональная (Витебск).
- 1991 — персональная (Орша).
- 1993 — персональная, приуроченная к 70-летию (Минск, Республиканская художественная галерея «Дворец Искусств»).
- 1997 — персональная (Минск, Республиканская художественная галерея «Дворец Искусств»; издан каталог).
- 1997 — персональная (Светлогорск).
- 1997 — персональная (Новополоцк).
- 1998 — персональная, приуроченная к 75-летию (Минск, Республиканская художественная галерея «Дворец Искусств»).
- 2001 — персональная (Минск, Республиканская художественная галерея «Дворец Искусств»).
- 2002 — персональная (Минск; издан каталог, Республиканская художественная галерея «Дворец Искусств»).
- 2003 — персональная, приуроченная к 80-летию и открытию Городской художественной галереи произведений Л. Щемелёва (Минск).
- 2004 — персональная (Минск, Республиканская художественная галерея «Дворец Искусств»).
- 2005 — персональная (Барановичи).
- 2006 — персональная (Минск, арт-галерея «Мастацтва» / «Искусство»).
- 2007 — персональная (Минск, Городская художественная галерея произведений Л. Щемелёва).
- 2007 — персональная (Минск, Национальный художественный музей Республики Беларусь).
- 2008 — персональная «Художник и время», приуроченная к 85-летию (Минск, Национальный художественный музей). [Об этой выставке художник говорил, что это его 26-я персональная выставка].
- 2013 — персональные выставки, приуроченные к 90-летию, в Национальном художественном музее Беларуси и в Музее истории города Минска.

## Совместные выставки
- 1965 — всесоюзная выставка «Искусство — детям» (Москва).
- 1967 — всесоюзная выставка, посвящённая 50-летию Великого Октября (Москва).
- 1968 — выставка изобразительного и прикладного искусства БССР (Москва, ВДНХ, бронзовая медаль).
- 1972 — всесоюзная выставка «Дружба» (Вильнюс).
- 1972 — всесоюзная выставка «Юбилейная весна» (Ереван).
- 1972 — зональная выставка художников Беларуси и Молдавии, посвящённая 50-летию образования СССР (Москва).
- 1972 — выставка произведений белорусской живописи и графики (Вильнюс).
- 1975 — всесоюзная выставка «30 лет Великой Победы», выставка белорусской живописи, графики и стекла (Москва, ВДНХ, серебряная медаль).
- 1976 — всесоюзная выставка «Автопортрет в русском и советском искусстве» (Москва).
- 1976 — всесоюзная выставка «Слава труду!», посвящённая XXV съезду КПСС (Москва).
- 1977 — всесоюзная выставка «По ленинскому пути», посвящённая 60-летию Великого Октября (Москва).
- 1977 — всесоюзная выставка «Всегда на страже», посвящённая 60-летию советской милиции (Москва).
- 1978 — всесоюзная выставка «Молодая гвардия Страны Советов», посвящённая 60-летию ВЛКСМ (Москва).
- 1978 — всесоюзная выставка «60 героических лет», посвящённая 60-летию Вооружённых Сил СССР (Москва).
- 1979 — всесоюзная выставка «Физическая культура и спорт в изобразительном искусстве» (Москва).
- 1981 — всесоюзная выставка «Мы строим коммунизм», посвящённая XXVI съезду КПСС (Москва).
- 1982 — всесоюзная выставка «СССР — наша Родина», посвящённая 60-летию образования СССР (Москва).
- 1982 — всесоюзная выставка, посвящённая 1500-летию г. Киева (Киев).
- 1982 — всесоюзная выставка произведений советских художников (Ереван).
- 1983 — всесоюзная выставка «Физическая культура и спорт в изобразительном искусстве» (Москва).
- 1983 — всесоюзная выставка «Киевская весна» (Киев).
- 1984 — всесоюзная выставка «Земля и люди» (Москва).
- 1985 — всесоюзная выставка «40 лет Великой Победы» (Москва).
- 1985 — международная выставка художников-реалистов (София, Болгария).
- 1986 — всесоюзная выставка «Мы строим коммунизм», посвящённая XXVII съезду КПСС (Москва).
- 1986 — международная выставка «Мастера культуры — за мир» (Москва).
- 1987 — всесоюзная выставка «Страна Советов», посвящённая 70-летию Великого Октября (Москва).
- 1996 — групповая выставка (…, Германия).
- 1997 — групповая выставка (…, Франция).
- 2000 — всесоюзная выставка (совместно с Матысюком В. А. в Москве).

С 1959 — участник почти всех белорусских республиканских выставок, на декадных и обменных выставках в РСФСР, Литве, Узбекистане, Украине.
Произведения экспонировались на выставках советских и белорусских художников за границей: в Англии, Австрии, Алжире, Анголе, Болгарии, Венгрии, ГДР, Западном Берлине, Италии, Канаде, Мексике, Польше, Франции, ФРГ, Чехословакии, Шри-Ланке, Югославии, Японии.

## Публичные собрания
Россия:
- ГТГ (Москва).
- Выставочное объединение «Центральный дом художника» (Москва).
- Фонды Министерства культуры Российской Федерации.

Белоруссия:
- Национальный художественный музей Республики Беларусь (Минск) — произведения в постоянной экспозиции.
- Белорусский государственный музей истории Великой Отечественной войны (Минск) — произведения в постоянной экспозиции, а также ежегодно в тематических выставках.
- Музей современного изобразительного искусства (Минск).
- Национальный исторический музей Республики Беларусь (Минск).
- Фонды Белорусского союза художников (Минск).
- Брестский областной краеведческий музей (Брест).
- Витебский областной краеведческий музей (Витебск).
- Музей Марка Шагала — Арт-центр (Коллекция современного искусства) (Витебск).
- Государственное историко-культурное учреждение «Гомельский дворцово-парковый ансамбль» (Гомель).
- Гродненский государственный историко-археологический музей (Гродно).
- Могилёвский областной краеведческий музей имени Е. Р. Романова (Могилёв).
- Могилёвский областной художественный музей имени П. В. Масленикова (Могилёв).
- Во многих районных краеведческих музеях Беларуси.

## Награды, звания и отличия
- Орден Отечественной войны I степени (6 апреля 1985 года)
- Орден Отечественной войны II степени
- Медали
- Медаль Франциска Скорины (1993)
- Орден Франциска Скорины (2001)
- Бронзовая медаль ВДНХ СССР (1969, за картину «Материнство»).
- Серебряная медаль ВДНХ СССР (1975, за картину «Генерал Доватор»).
- Почётная грамота Верховного Совета БССР (1975; вторично — 1983, в связи с 60-летием).
- Государственная премия Белорусской ССР (1982) — за цикл полотен «Край мой, Минщина»: «Листовей», «Гроза. 22 июня», «Лето», «Льны ивенецкие»).
- Заслуженный деятель искусств Белорусской ССР (1977).
- Народный художник Белорусской ССР (1983).
- Академик живописи Белорусской академии изобразительного искусства (общественная организация, 1995).
- Медаль Белорусского союза художников «За заслугі ў выяўленчым мастацтве» («За заслуги в изобразительном искусстве») (1998).
- Большая золотая медаль Белорусской академии изобразительного искусства (1998).
- Почётный гражданин города Минска (2003).
- Нагрудный знак Министерства культуры Республики Беларусь «За ўклад у развіццё культуры Беларусі» («За вклад в развитие культуры Беларуси») (2003).
- Премия Союзного государства в области литературы и искусства за 2009—2010 годы (10 декабря 2009 года) — за произведения литературы и искусства, вносящие большой вклад в укрепление отношений братства, дружбы и сотрудничества между государствами-участниками Союзного государства[3]

## Память
- Галерея искусств Леонида Щемелёва — филиал государственного учреждения «Музей истории города Минска»[4]. Экспозиция посвящена творчеству народного художника Беларуси Л. Д. Щемелёва. Представлено более 60 живописных произведений художника. Кроме постоянной экспозиции в галерее работают сменные тематические выставки.
- Имя народного художника Беларуси Леонида Щемелёва присвоено улице в Минске[5].
- В экспозиции Белорусского государственного музея истории Великой Отечественной войны представлено живописное полотно Л. Д. Щемелева «Зима 1941-1942 гг.» (1993 г., холст, масло), посвящённое партизанскому движению в годы войны[6].

## Книги и каталоги
- Выставка произведений художника Л. Щемелёва, посвящённая 50-летию со дня рождения. Каталог. Минск, 1973.
- Леонид Дмитриевич Щемелёв. Цвета времени / Сост. и автор текста Б. А. Крепак. Москва: «Советский художник», 1978. 5 с, 14 л. цв.
- Крепак Б. А. Леонид Щемелёв. Минск: «Беларусь», 1981. 56 с., цв. ил.
- Щемелёв Л. Д. Заслуженный деятель искусств Белорусской ССР Леонид Дмитриевич Щемелёв. Живопись. Каталог выставки. Москва: «Советский художник», 1982. 1500 экз. 4 с, 22 л. цв.
- Крепак Б. А. Леонид Щемелёв. Минск: «Беларусь», 1989. 152 с, цв. ил. (Альбом, большой формат).
- Щемелёв Леонид Дмитриевич. Сост. Борис Крепак. Минск: «ПринтТим», 1997. 44 с, цв. ил.
- Леонид Щемелёв. Сост. А. Прилипко. Минск: «Хелмон», 1998. 2000 экз. 126 с, цв. ил. Текст на русском, белорусском, английском языках (Альбом, большой формат).
- Леонид Щемелёв. Минск, 2002. Сост. Светлана Щемелёва. 195 экз. 64 с.

О жизни и творчестве художнике издана книга:
- Крепак Борис Леонид Щемелёв. Краски и ритмы времени. Минск: «Художественная литература», 2005. 303 с, ил. (Жизнь знаменитых людей Беларуси). 2000 экз.